# Wilhelm Schirmer
August Wilhelm Ferdinand Schirmer (Berlín, 6 de mayo de 1802 - Nyon, 8 de junio de 1866) fue un pintor paisajista alemán.

## Biografía
Schirmer nació en Berlín. De joven pintó flores en la Real Fábrica de Porcelana; más tarde fue alumno de Friedrich Wilhelm Schadow en la Academia de las Artes de Prusia. En 1827 viajó a Italia, donde pasó tres años. Se convirtió en discípulo de su compatriota Joseph Koch, y entre sus influencias podemos citar al pintor francés Nicolas Poussin y al británico J. M. W. Turner. En 1831, Schirmer se estableció en Berlín, en un estudio donde contó con varios ayudantes. De 1839 a 1865 fue profesor de paisajismo en la Academia.
Schirmer ocupa un lugar destacado en la historia del arte. Sus bocetos en Italia eran algo más que transcripciones de los parajes; estudiaba la naturaleza con el propósito de componer paisajes históricos y poéticos. Con la finalización del Museo de Antigüedades de Berlín llegó su oportunidad. En las paredes pintó yacimientos y templos clásicos, y dilucidó las colecciones mediante el paisaje con el que estaban históricamente asociadas.
El objetivo de Schirmer era hacer de su arte una interpretación poética de la naturaleza, y consideraba que la técnica era secundaria con respecto a la concepción. Falleció en Suiza, en la ciudad de Nyon, a la edad de 64 años.

## Galería

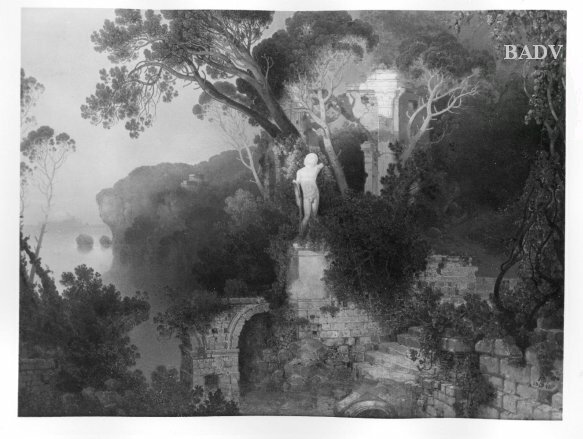
Parkstimmung am Meer (Südlicher Park mit Statue am Meer), 1842.
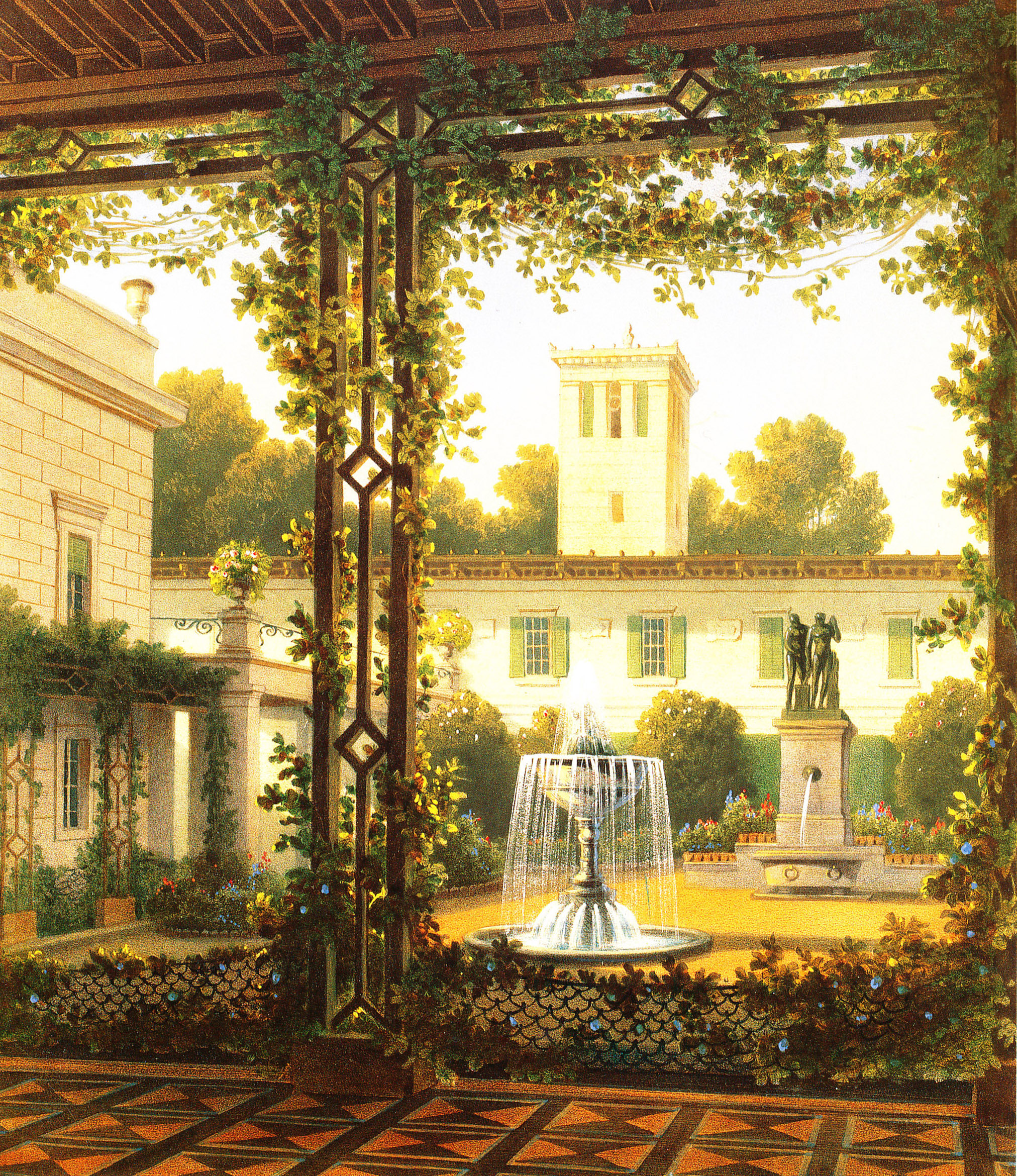
Schloss Gartenhof, 1837
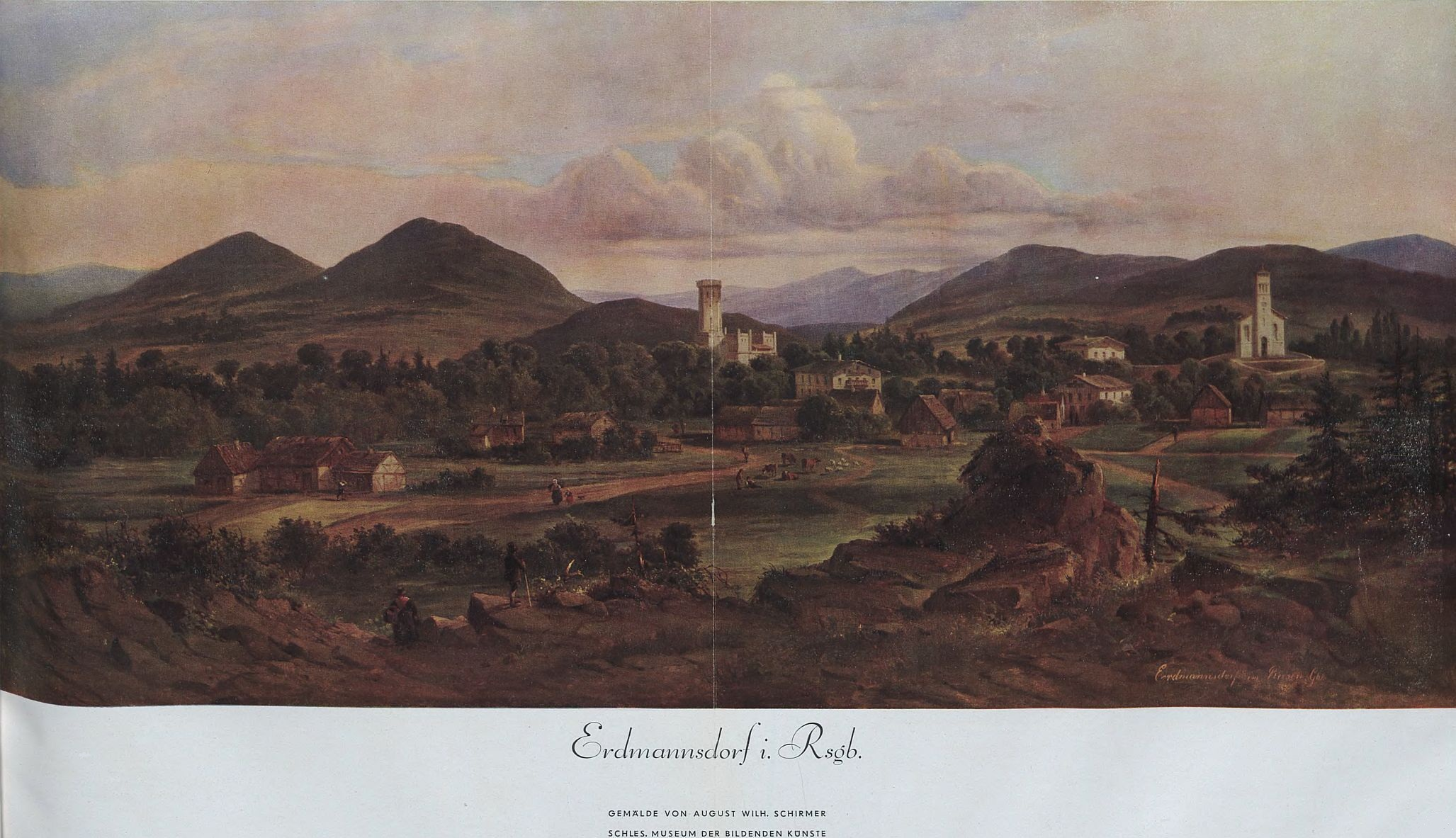
Erdmannsdorf im Riesengebirge, c. 1866
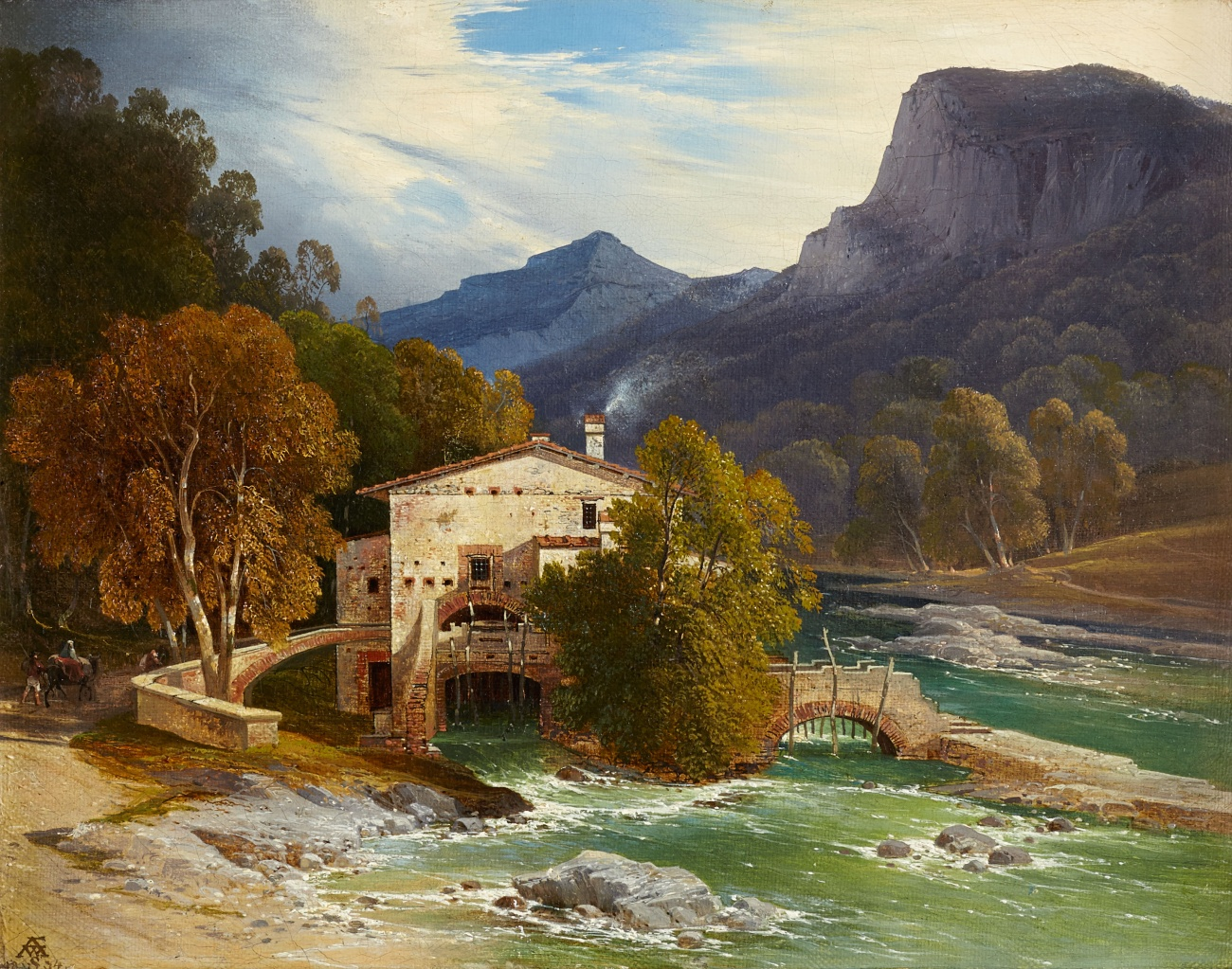
A Southern Valley with a Water Mill, 1834
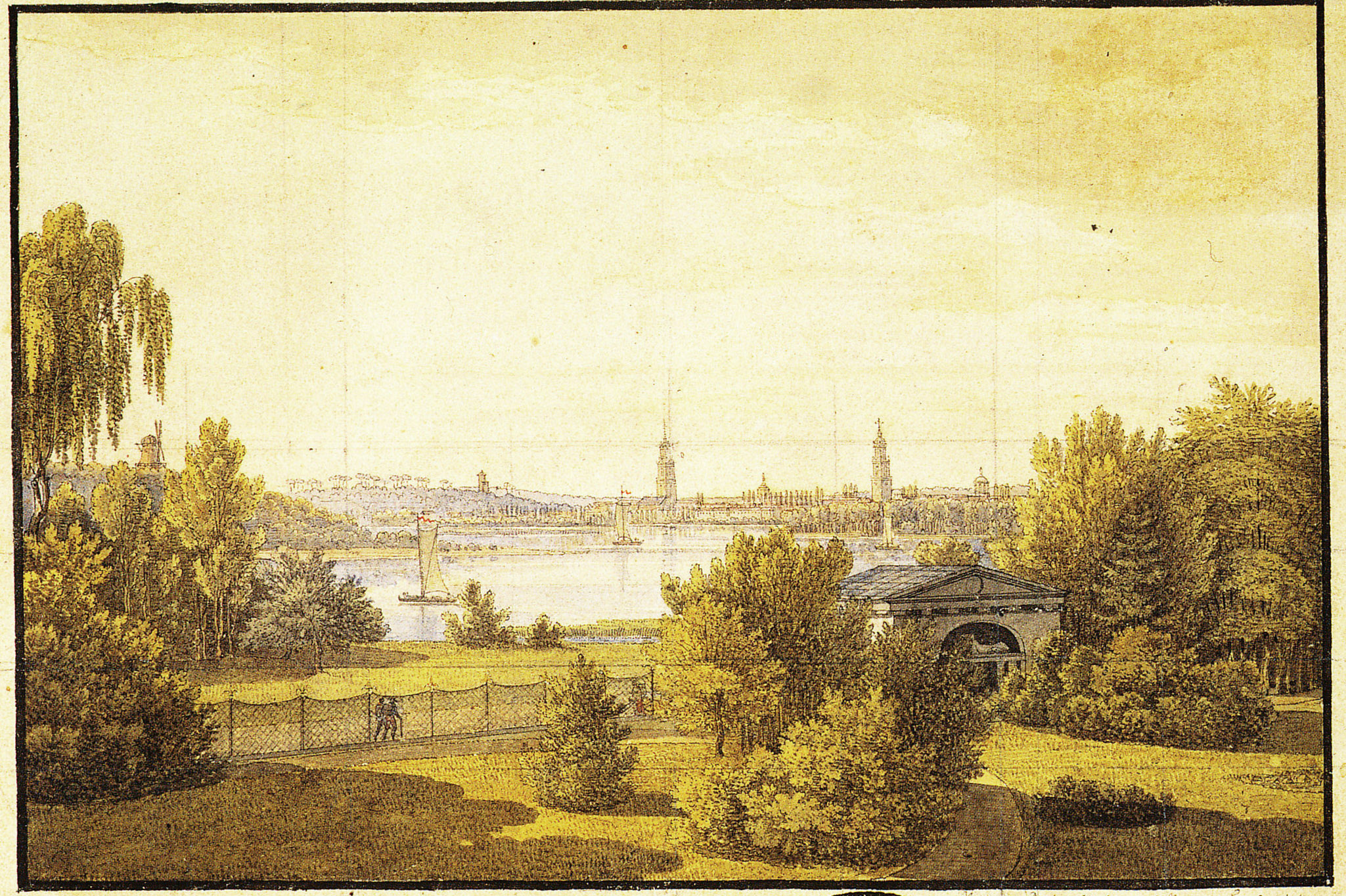
Hardenberg Neugierde, 1824